# بارك جيه يون (سياسية)
بارك جيه يون (الكورية: 박지현؛ من مواليد 1996) هي ناشطة سياسية من كوريا الجنوبية وعضوة في الحزب الديمقراطي الكوري (DPK). كناشطة ساعدت في عام 2019 على الكشف عن واحدة من أكبر حلقات الجرائم الجنسية عبر الإنترنت في كوريا الجنوبية، والتي تسمى Nth Room. وفي مارس 2022، تم تعيينها رئيسًا مشاركًا مؤقتًا للحزب الديمقراطي عن عمر يناهز 26 عامًا، واستقالت بعد أشهر. تم اختيار ضمن قائمة مجلة تايم 100 نكست للقادة الناشئين، بالإضافة إلى قائمتي 100 امرأة و50 بلومبيرغ لعام 2022، تقديرًا لعملها في مكافحة الجرائم الجنسية الرقمية. والنضال من أجل المساواة بين الجنسين في السياسة.